# Páni z Hradce
Páni z Hradce (německy Herren von Neuhaus, latinsky de Novo Domo) byli příslušníky starého českého šlechtického rodu s hlavním sídlem v Jindřichově Hradci a od roku 1339 též na západomoravské Telči. Od 13. století do počátku 17. století se rod hradeckých řadil k druhé nejvýznamnější rodové linii pánů z Růže neboli Vítkovců. Páni z Hradce užívali nejprve erbu zlaté pětilisté růže v modrém poli, po polovině 16. století na srdečním štítku, položeném na čtvrceném štítě s růžovým věncem, děleným polem zlatým a červeným, zlatou kotvou a zlatým korunovaným písmenem M.

## Historie

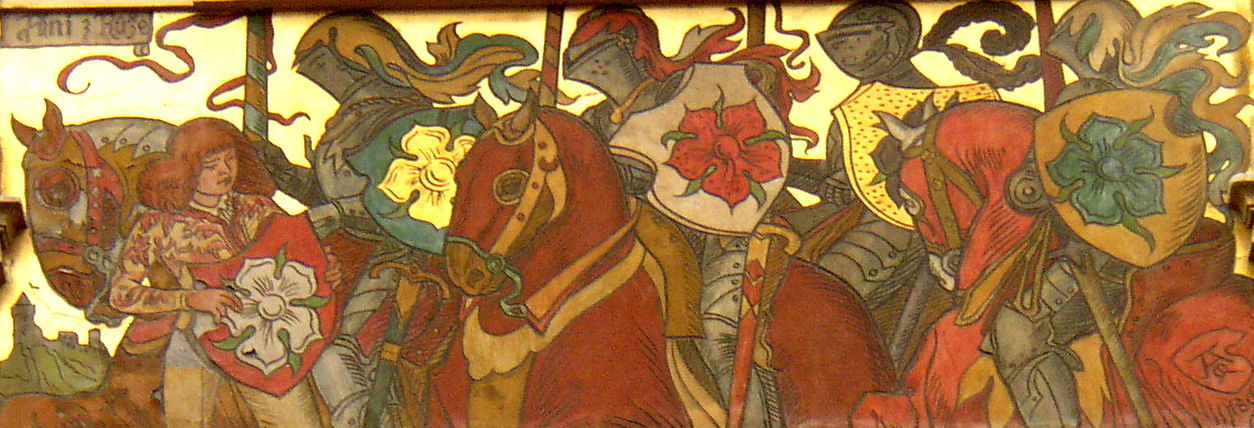
Páni z Růže, nástěnná malba podle Mikoláše Alše v Plzni, r. 1896, realizace Josef Bosáček

Za zakladatele rodu je považován Jindřich (1205–1237), nejstarší syn Vítka z Prčice. V roce 1220 je uváděn s přídomkem de Nova Domo nebo de Novo Castro podle hradu, který postavil na místě starého přemyslovského hradiště a snad základů královského hradu. Hrad i město, které kolem něho postupně vzniklo, dostaly později název po svém zakladateli. Český predikát z Hradce použil poprvé v roce 1242 jeho syn Vítek (Witek de Gradec).
Vítkův syn Oldřich byl pokračovatelem rodu a za Přemysla Otakara II. královským podkomořím, jeho bratr Dětřich se stal olomouckým biskupem. Rodové statky měli především okolo jižní českomoravské hranice, kolonizovali také pomezní hvozdy na Moravě a v Rakousích. Od pánů z Hradce se oddělila další větev Vítkovců, páni ze Stráže (erbu modré růže na zlatém štít) a páni z Ústí (erbu černé růže na zlatém štítě). Většina příslušníků rodu působila ve významných funkcích v království.

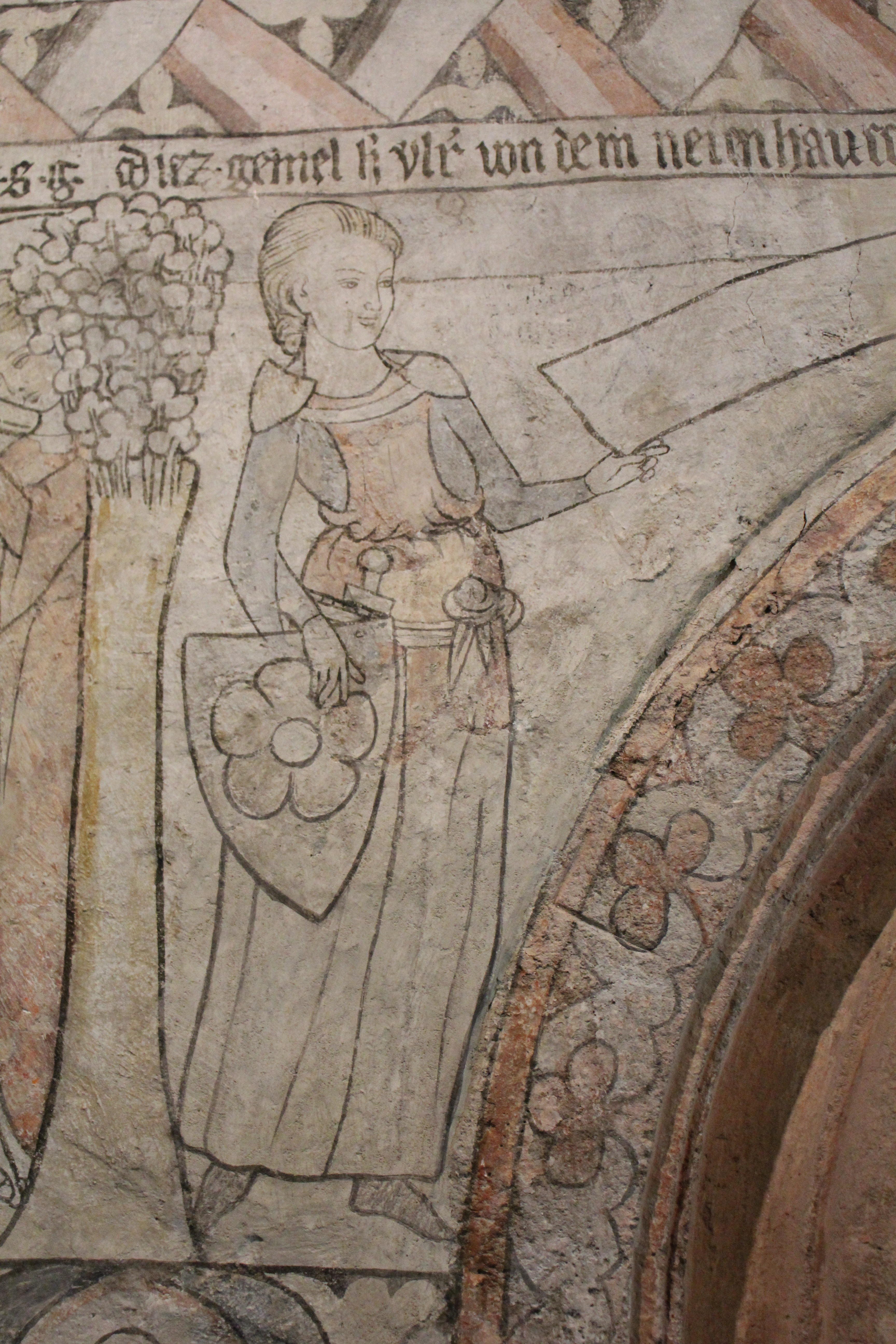
Zámek Jindřichův Hradec, sál se svatojiřskou legendou, donátor Oldřich III. z Hradce v rytířské zbroji jako mladý sv. Jiří

Z pánů z Hradce za vlády prvních Lucemburků vynikli Oldřich III. a Jindřich II. Za Oldřicha se na hradeckém panství usadili valdenští sektáři, proti nimž se Oldřich obrátil o pomoc k papeži. Získal pak odpustky za účast v křížové výpravě, která byla první zaměřenou do českých zemí. Jindřich II. neblaze proslul spory se svými sousedy. S Vilémem z Landštejna vedl řadu let trvající válku, která byla ukončena až zásahem Karla IV., pro jiný spor ho král dokonce na dva roky vypověděl ze země. V roce 1355 prokázal Jindřich svou statečnost, když Karla IV. zachránil při útoku spiklenců v Pise, když se vraceli z Karlovy korunovační cesty do Říma. Jeho syn Jindřich III. z Hradce, zvaný též Jindřich Starší, byl členem panské jednoty, která se vzbouřila proti králi Václavu IV.
V době husitské stáli páni z Hradce na obou stranách konfliktu. Jan mladší z Hradce na Telči z hradecké primogenitury podporoval Zikmunda, byl kostnickým koncilem označen jako nejkřesťanštější pán v Čechách a padl v bitvě pod Vyšehradem. Jeho bratr Oldřich zvaný Vavák se hlásil k umírněnému křídlu husitů, v letech 1420-1421 působil jako spojenec Jana Žižky a byl jedním ze správců království. Jindřich, velkopřevor strakonických johanitů, zemřel na následky zranění v boji proti husitům u Sudoměře.
Menhart z Hradce nejprve s husity bojoval, poté se na jejich straně zúčastnil bitvy u Tachova, v bitvě u Lipan patřil k panské jednotě. Později vykonával funkci nejvyššího purkrabího a byl spolu Oldřichem z Rožmberka protivníkem Jiřího z Poděbrad, který jej zajal a uvěznil. Když Menhart krátce po propuštění zemřel, jeho syn Oldřich patřil k iniciátorům Strakonické jednoty, která však v boji s Jiříkem nebyla úspěšná. Oldřichovou smrtí vymřela hradecká větev rodu, majetek zdědili příbuzní z telčské větve, bratři Jindřich (IV.) a Heřman. Také Jindřich IV. patřil k Jiřího nepřátelům, nejspíš ovlivněn bývalým poručníkem a tchánem Zdeňkem ze Šternberka. Za Vladislava Jagellonského pak byl nejvyšším purkrabím a v roce 1505 vedl zemskou výpravu proti Šlikům.
Za panování jeho syna Adama I. z Hradce nastala změna ve společensko-politické orientaci pánů z Hradce, která přetrvala až do vymření rodu na začátku 17. století. Spojení české stavovské tradice a oddanosti k panujícímu habsburskému rodu (Ferdinandovi I. a jeho nástupcům) a monarchii se projevovalo nejen v postojích, sňatkové politice a majetkových zájmech, ale také setrváním všech potomků u katolické víry.  Adam byl vojenským poradcem krále Ludvíka při jeho výpravě do Uher, za což byl při korunovaci nezletilého krále roku 1519 jmenován nejvyšším kancléřem a zastupoval krále. Asistoval při korunovaci Ferdinanda I. Habsburského českým králem, byl pověřen nesením říšského jablka. Účastnil se i křtu králova syna Maxmiliána. Jeho synové Jáchym a Zachariáš uzavřeli dohodu o vzájemném dědění a rozdělili si majetek: Jáchym dostal Hradec, Zachariáš Telč. Za jejich působení byly oba hrady přestavěny na renesanční zámky. 
Jáchym pobýval v mládí dlouhodobě u dvora Ferdinanda I. a vyrostl v kosmopolitně zaměřeného aristokrata. Pravidelně pobýval u dvora v Praze, Vídni, Augšpurku a cestoval v záležitostech úředních i diplomatických. Zůstal na Ferdinandově straně i při stavovském povstání v roce 1547. Od roku 1554 působil jako nejvyšší kancléř. Jeho bratr Zachariáš působil v zemských úřadech na Moravě, jeho smrtí tato větev vymřela. Jáchymův syn Adam II. z Hradce zastával funkce nejvyššího kancléře (1585–1593) a nejvyššího purkrabího (1593–1596) a pokračoval v přestavbě rodinného sídla. Roku 1604 zemřel poslední mužský potomek rodu, Adamův syn Jáchym Oldřich z Hradce, který byl karlštejnským purkrabím a jímž rod po meči vymřel. Sňatkem jeho sestry Lucie Otýlie s Vilémem Slavatou z Chlumu a Košumberka celý majetek přešel na rod Slavatů.

## Dominium pánů z Hradce
Za vlády posledních Přemyslovců a Lucemburků zásáhli představitelé rodu pánů z Hradce několikrát významně do dějin středověkého státu. V polovině 14. století drželi rozsáhlé statky v jižních Čechách a na jihozápadní Moravě: Jindřichův Hradec, trhovou ves Sedlčany a ves Řečici, Strmilov, Kunžak, Deštnou, Žirovnici, Pleše, Stodůlky, Studenou, Počátky, Velký Rodvínov, město Hořepník se sídelním hradem Konipasem, trhové vsi Slavonice, Dačice, Jeníkov, telecké panství, bílkovské panství. Od roku 1345 se rodová država nacházela rozdělená nejprve mezi čtyři bratrské linie, od roku 1404 mezi dvě rodové linie: hradecko-telčskou a řečicko-velhartickou. Po vymření velhartické větve se rodové statky znovu spojily do jednoho hradecko-telčského dominia, jehož hlavními sídly byly Jindřichův Hradec a Telč. Součástí rozsáhlého panství se také na kratší či delší dobu staly hrady Roštejn, Velhartice, Šternberk, Janštejn, městečka Horažďovice, Stráž nad Nežárkou, panství Polná či Přibyslav. Hrad Vítkův hrádek Vítek I. sice založil, ale věnoval ho německým rytířům působícím v Hradci.

### Rodová država na jihozápadní Moravě ve středověku
Na jihozápadní Moravě drželi páni z Hradce statky již ve 13. století (Slavonice, Řečice, Bačkovice). Od Jana Lucemburského získal Oldřich III. město Hořepník a hrad Konipas, dále s ním roku 1339 vyměnil hrad Bánov za telecké panství, do té doby zeměpanské. Sňatkem s Klárou z Bílkova rozšířil Oldřich rodové državy o bílkovské panství.  V 2. polovině 14. století získali panství hradu Šternberk, křížovnické Dačice, majetky pánů z Landštejna, zeměpanské léno Janštejn a na počátku 15. století s věnem Elišky z Hradce zeměpanské léno Želetavu. Páni z Hradce skupovali i drobné statky nižší šlechty, které v případě potřeby hotovosti obratem prodávali. Takové transakce s deskovými statky ve službách pánů z Hradce podnikali například měšťané Mikuláš ze Slavonic a jeho syn Martin a jejich společníci.
Oldřich III. z Hradce zanechal synům Jindřichovi II., Menhartovi I., Oldřichovi IV. a Heřmanovi I. telecké a bílkovské panství, trhovou ves Slavonice, Kunžak a Strmilov a část Řečice. Jindřich II. z Hradce získal na Moravě Mladoňovice, které mu potvrdil v roce 1349 Karel IV. Později ale zeměpanské léno Mladoňovice ve spojení s pány z Hradce zmíněno není. V polovině 14. století vedli páni z Hradce s Lichtenburky z Bítova spor o hrad Cornštejn.
Jindřich rozšiřoval rodovou držbu především v okolí Telče. V roce 1350 mu Kateřina z Vydří zapsala dva lány v Zadním Vydří, později směnil Sviny (snad Trhové) za hrad a panství Šternberk, v roce 1361 koupil ves Dyjici, v roce 1358 prodal Velký a Malý Jeníkov a v roce 1361 Horní Meziříčko u Strmilova a podle deskového zápisu z roku 1365 přišli páni z Hradce také o Řečici, Brandlín, Milešice, Bolíkov, Horní Pole a Sumrakov, dvůr v Lovčovicích (nyní Slavíkovice) a lán v Rozsíčce.
Oldřich IV. z Hradce uzavřel v roce 1358 s bratrem Heřmanem spolek na hrad Bílkov a část Slavonic, kterou v roce 1366 vyměnil s markrabětem Janem Jindřichem za hrad Červený Hrádek. I ten nakonec prodal. Na Moravě znovu spravovali majetek až jeho synové. Vedle toho držel Žirovnici, část Kardašovy Řečice a Strannou, s bratrem Heřmanem vystavěl u Telče hrad Roštejn. V letech 1361 až 1367 držel též jihočeský Drahov. Před rokem 1367 směnil s vyšehradskou kapitulou vesnici Roseč s poplužním dvorem za svoje dědictví v Řečici (Kardašově Řečici).
Heřmanovi z Hradce patřila čtvrtina Slavonic a bílkovské zboží, které v roce 1385 zahrnovalo kromě hradu se stejnojmennou vsí, městečko Dačice a 10 vsí (Hříšice, Veleš, Manešovice, Dobrohošť, Chlumec, Němčice, Hradišťko, Toužín, Hostkovice, Lipolec s patronátním právem), dále k bílkovskému majetku patřilo zboží Matějovec (dříve pánů z Landštejna), které zahrnovalo devět vsí (Matějovec s patronátním právem a vsi Puczoslag, Vlastkovec, Vaneč, Radíkov, Benedín, Stoječín, Rapolec a Stálkov).
Jindřichovi synové Jindřich III. z Hradce, Jindřich mladší a Henslin zdědili nejen majetek po svém otci, ale i telečské panství jejich strýce Menharta z Hradce. V roce 1366 jejich majetky zahrnovaly: město Telč a vsi Sedlejov, Myslibořice, Dyjice, Zvolenovice, Slaviboř, Černíč, Krahulčí, Hostětice, Vaneč, Šiškov a Bolevčice. Menhart obdržel v roce 1369 věno v Radkově a v roce 1376 i další úrok v této vsi.
Jindřich III. z Hradce (Jindřich starší) držel po strýci telecké panství s 11 vsemi a majetky v Radkově. Černíč se pak nacházela v majetku Jindřicha mladšího a stejně tak i mlýn v Krahulčí. Větší část Krahulčí držel ale Jindřich starší. V roce 1373 prodal Lomy u Jemnice, v roce 1373 dva lány v Korolupech, dvůr v Mešovicích a dva lány v Radkově (nacházející se na výsluze po Vikartovi z Trnavy). V roce 1378 odprodal v Radkově lán a půl, v roce 1385 Holešice a v roce 1386 dvůr v Račicích u Jemnice. V roce 1378 koupil šest lánů v Pěčíně, v roce 1381 čtyři lány s podsedkem v Sumrakově, v roce 1386 hrad Janštejn s Novou Vsí, Panskými Dubénkami a Jihlávkou, v roce 1390 Šebkovice, v roce 1390 Strachoňovice a Prostřední Vydří. Díky již dříve uzavřenému spolku mezi oběma Jindřichy tak mohl Jindřich starší po svém bratru Jindřichu mladším zdědit statky na Moravě. Kromě hradu Šternberka též 21 dalších držeb (Šternberské panství bez Krokvic, ale asi s Domašínem a Lomy). Ve stejném roce (r. 1392) získal od svého strýce Heřmana polovinu jeho dílu Slavonic, za což mu odevzdal po svém bratru zděděné šternberské zboží. Pravděpodobně mu po bratrovi zůstaly Lomy u Kunžaku, Jimramov, Domašín, obě Myslůvky, Peč, Řídelov, Šach, Uhliště a Vojkov. V roce 1398 přikoupil dva lány v Jilmu.
Jindřich mladší z Hradce zdědil po otci hrad Šternberk, tři části Slavonic, městečka Kunžak a Strmilov, vsi Mrákotín, Jimramov, Řásná, Lhotka, Světlá, Řídelov, Mužatec, Praskolesy, Vojkov, Uhliště, Valentinovo Vydří, dvě vsi jménem Myslůvka, Pěčín, Černíč, Šach, Radlice, Krokvice, mlýn v Krahulčí a Rozseč (dnešní Velká Lhota). Jeden díl Slavonic koupil nejprve v nedílu s bratrem Jindřichem starším, pravděpodobně v roce 1385 vsi Lomy a Domašín, v roce 1390 tři lány v Kunžaku. V roce 1378 prodal, ale vzápětí opět koupil Myslůvku (Věrduňkovu), v roce 1390 prodal ves Krokvice. V roce 1385 vzal na spolek strýce Heřmana (a jeho zase strýc Heřman), jemuž se v roce 1392 nakonec podařilo získat (výměnou za polovinu svého dílu na Slavonicích) podstatnou část Šternberského panství.
Jan mladší, syn Jindřicha staršího (III.), přikoupil v roce 1399 Vesce a od sestřenice svého otce (dcery Heřmana) Elišky z Hradce: Želetavu, Jindřichovice, Markvartice, Štítky, Petrovice a Litohoř, což mu král Václav IV. potvrdil v roce 1418. Další majetky nakoupil v roce 1417: v Peči, Jihlávce a ves Milatice, další rok Pavlov a zřejmě i v roce 1420 Urbanov a Ořechov.
Oldřich Vavák z Hradce (syn Oldřicha IV.) odkoupil od své sestřenice Elišky z Hradce bílkovské a šternberské panství (mimo věna Heřmanovy snachy Anny z Velhartic na vsích Strmilov a Kunžak). V roce 1407 prodal v Heršicích třetinu rybníka, v roce 1415 bylo do desek zaneseno rozdělení zboží bílkovského a šternberského, o které se podělil se svým bratrem Janem starším z Hradce (majitelem velhartického panství v Čechách). Oldřichovi zůstal hrad Bílkov se dvory a 30 kopami ročního úroku a ještě některé další statky, přičemž společně prodali polovinu Německé Olešné. V roce 1417 byl proveden zápis věna jeho manželce, kde je uveden Bílkov, Dobrohošť, Manešovice, Hříšice, Veleš, Chlumec, Tužín, Lipolec, Němčice a Vydří. Snad přikoupil ještě v roce 1420 Volféřov.
Středověká država pánů z Hradce mohla být ještě o něco větší, jelikož v zemských desek chybí zápisy z některých lokalit jako třeba zboží hradu Roštejna nebo k farám na panství příslušné vsi. Vymřením velhartické větve v roce 1453 se rodové statky znovu spojily v držení hradecko-telčské primogenitury. Nuceným prodejem přišlo panství nejen o některé menší zboží (Deštná, Žirovnice, Hořepník, Studená), ale natrvalo zmizela z državy též rozlehlá panství Velhartice-Horažďovice a Bílkov-Dačice.

### Hradecko-telčská država na počátku novověku
Samostatnou správu hradeckého dominia převzal v letech 1463-1501 Jindřich IV. z Hradce, který nejenom dokázal panství zbavit dluhů, ale sekularizací majetku Řádu německých rytířů v okolí hradeckého panství a nákupem dalších rytířských statků (Lodhéřov, Světce, Blažejov s pěti vesnicemi, Dolní Radouň, Pleše, Újezdec, polovina Radkova u Telče, Plasná, Častrov, Metánov, druhá polovina Kardašovy Řečice, Ctiboř, Mnich, Bílá, Stajka, Hatín, polovina Drahova, Lásenice) vytvořit z panství Jindřichův Hradec a Telč ucelené velkostatky moderního typu. Oba Jindřichovy velkostatky se mohly po stránce hospodářské opřít o vzkvétající města Jindřichův Hradec, Počátky, Telč a Slavonice a celou řadu městeček, jež tržní síť doplňovaly (Kardašova Řečice, Kunžak, Strmilov a Želetava). Zakládáním panských rybníků, dvorů, ovčínů a pivovarů postupně na dominiu vytvořil základ pro vrchnostenské podnikání ve vlastní režii.
Jindřichův syn Adam I. z Hradce převzal vládu nad dominiem v roce 1511. V době nezletilosti jeho synů Jáchyma a Zachariáše spravoval rozsáhlé statky hradeckého panství Volf starší Krajíř z Krajku.
V květnu 1546 převzal správu celého dominia starší syn Jáchym, jenž pobýval v mládí dlouhodobě u dvora Ferdinanda I. a vyrostl v kosmopolitně zaměřeného aristokrata. Záležitosti vlastního dominia mu byly blízké zrovna tak jako záležitosti habsburské monarchie. Seberealizaci nehledal jen v hospodaření na vlastních statcích. V roce 1550 uzavřel s mladším bratrem Zachariášem rodovou smlouvu, podle které mu připadla moravská část dominia s českým Strmilovem a Kunžakem. Jáchymovi zůstala v Čechách dvě města a 68 vesnic. Panství neustále zvětšoval různými menšími koupěmi.
V lednu 1552 obdržel do zástavního držení panství Vimperk, které v roce 1554 prodal příbuznému Vilémovi z Rožmberka. Díky svému politickému vlivu byla jeho žádost o dědičnou koupi panství Hluboká v květnu 1560 kladně vyřízena a zápis do zemských desek následoval v roce 1562. K Hluboké patřila též tvrz v Protivíně, tvrze v Dívčicích a Zvíkovci, dále pak dvorec v Novosedlech, Lišov a Kamýk nad Vltavou. V červnu 1564 se mu zdařilo převzetí starého rodového majetku - městečka i hradu Žirovnice. V roce 1558 završil svá jednání o koupi domu v Praze na Nových zámeckých schodech. Ve Vídni vlastnil renesanční palác, pravděpodobně se jednalo o jednopatrový dům s dvorem.
Hlava moravské větve a Jindřichův bratr Zachariáš z Hradce investoval značné finanční částky do zámku v Telči, který se stal jeho hlavní venkovskou rezidencí. V letech 1553-1589 mu přibyla sňatkem s Kateřinou z Valdštejna druhá venkovská rezidence, zámek v Polné. Do jeho majetku patřil nově též zámek v Přibyslavi a hrad v Ronově, ves Borová a klášterství v Pohledu. K odpočinku využíval letohrádek Rozkoš u Budkova, též hrad Roštejn. Vedle toho vlastnil domy v Telči, Slavonicích, Jindřichově Hradci a v Brně.
V listopadu 1568 převzal hradecké panství od Anny Hradecké z Rožmberka devatenáctiletý Adam II. z Hradce. V té době sestávala rezidenční síť, jejíž základy byly položeny za života Jáchyma z Hradce, z hlavní venkovské rezidence v Jindřichově Hradci. Samotný zámek s 55 dvořany, úředníky, služebníky a Anniným fraucimorem patřil k nejrozsáhlejším a nejmoderněji vybaveným zámkům v Českých zemích. Druhé místo na žebříčku rezidenční sítě patřilo rodovému sídlu na zámku v Hluboké a v letech 1550-1589 sídlu rodové sekundogenitury v Telči.
Celou síť dotvářela sídla v centrech panství: hrad v Žirovnici, tvrz v Protivíně a Kardašově Řečici a od roku 1596 zámek ve Stráži nad Nežárkou. Městečko Stráž nad Nežárkou s 6 okolními vesnicemi získal od zadluženého Petra Voka z Rožmberka. Městečko Kardašova Řečice s okolními vesnicemi a 3 statky tvořilo samostatnou část hradeckého panství, spravovanou ale z paláce v Jindřichově Hradci. Vrchol městské rezidenční sítě představoval palác v Praze, k němuž Adam II. využíval ještě příměstský zámeček v Košířích. K odpočinku a reprezentaci mu sloužilo několik letohrádků. K tomu vlastnil několik domů v Hradci, Slavonicích a Telči.
V průběhu druhé poloviny sedmdesátých let vzrostly dluhy hradeckého dvora, který tehdy čítal 112 dvořanů a služebníků se 44 zaměstnanci zámeckého pivovaru, mlýna, hospodářského dvora a obory, na desetinásobek čistého ročního výnosu, přičemž čistý výnos z dominia převyšovaly i splátky úroků. Štěpán Vratislav z Mitrovic jako regent dominia navrhl spolu s hradeckým hejtmanem hospodářskou reformu, jež sestávala z obnovení a rozšíření panských dvorů, ovčínů a hřebčínů. Na jindřichohradecku se jednalo o Lišný dvůr, Nový dvůr a Holenský dvůr, na panství Hluboká o Podhradský dvůr, Olešnický dvůr, Chyňavský dvůr a Žďárský dvůr u Protivína (nyní Zemědělské Družstvo Oseva Žďár).
Za pomoci Jakuba Krčína z Jelčan došlo ke zvětšení starých rybníků a založení nových: Mutyněvského rybníka (nyní rybník Mutina u vsi Mutyněves), Krvavého rybníka (u vsi Krvavý), Kardaše (u K. Řečice), Velké Holné, Zlivského rybníka (nad Bezdrevem), Oblanova a Munického rybníka. V roce 1581 přibyl v Hradci nový panský pivovar, tehdy největší vrchnostenský pivovar v Čechách. V roce 1589 zdědil Adam II. z Hradce po strýci Zachariášovi nejen honosnou Telč, ale také celou řadu velkostatků s 3 městy, 5 městečky a 112 vesnicemi, čímž se stal v Českém království po Vilémovi z Rožmberka druhým nejbohatším šlechticem. K tomu si neprávem přivlastnil dědictví Zachariášovy druhé manželky Anny a dcery Kateřiny polensko-přibyslavské panství. Po soudním sporu s Kateřinou sice panství vracet nemusel, ale vyplacení odškodného ve výši 50 000 kop grošů znamenalo pro hradecko-telčskou državu další finanční ránu a následné zadlužení.
Jáchyma Oldřicha z Hradce dohnaly otcovy staré dluhy, k tomu přibyly nové výpujčky, takže od léta 1597 do konce roku 1598 přišlo panství o Košíře a Butovice, Polnou s Přibyslaví, Hlubokou (s tvrzemi Dívčice a Zvíkovec) a také Protivín (majitel Jiří mladší Vratislav z Mitrovic). Jádro hradecko-telčského panství se mu tak podařilo zachránit. Velkostatky Jindřichův Hradec, Telč, Žirovnice a Stráž zdědila v roce 1604 Lucie Otýlie z Hradce, provdaná od roku 1602 za vzdáleného bratrance Viléma Slavatu z Chlumu a Košumberka.
Vilém Slavata obdržel nejprve darem od svého švagra a manželky panství Stráž, roku 1602 přikoupil palác pánů z Hradce v Praze a po smrti Jáchyma Oldřicha z Hradce spravoval s manželkou i hradecko-telčské dominium. Úmrtím jeho chotě Lucie Otýlie v roce 1633 se stal v zastoupení svých a Otýliiných synů dědicem a majitelem celého hradecko-telčského panství pánů z Hradce.

## Erb
Z počátku užívali páni z Hradce erb společný všem Vítkovcům - pětilistou zlatou růži v modrém poli, někdy s červeným semeníkem nebo se zelenými kališními lístky. Na nejstarších pečetích z přelomu 13. a 14. století se poprvé objevuje jako pendant ke štítu s růží figura kotvy ve štítě (Oldřich II. z Hradce, r. 1292, r. 1300). Znamení kotvy nemělo pravděpodobně genealogický původ, spíše mohlo odkazovat na nějaký Oldřichem vykonávaný úřad. Dotčené klenoty měl zdobené peřím.
Ve druhé polovině 14. a na začátku 15. století se součástí pečetních polí některých pánů z Hradce stala korunovaná unciála gotického písmene „M“, snad odkazující na příslušnost k nějakému mariánskému rytířskému společenství, bratrstvu či řádu. Ve stejné době dostává novou podobu také rodový erb. Heřman I. z Hradce užíval příčně rozdělený červený štít se zlatou hlavou, zlatá pětilistá růže zůstala jen v klenotu.
Jindřich IV. z Hradce si nechal v roce 1477 vyrobit úplně nový typář své pečeti. Zavedl čtvrcený štít, v jehož 1. modrém poli ležela zlatá pětilistá růže, 2. pole bylo zlato-červeně dělené, ve 3. modrém poli se nacházela kosmo zlatá kotva a ve 4. modrém poli zlatá korunovaná unciála „M“. Na štítě přilba s modro-zlatými přikryvadly  a s klenotem zeleného věnce se zlatými růžičkami mezi dvěma složenými křídly, spodním zlatým a vrchním modrým posetým zlatými srdíčky. Adam I. z Hradce užíval v klenotu obvykle modrá křídla.
V druhé polovině 16. století došlo k poslední úpravě rodového erbu. Do štítu přibyl věneček a staré rodové znamení růže se dostalo do středního modrého štítku, v 1. modrém poli čtvrceného štítu se nacházel vavřínový věneček, posázený dokola pěti zlatými růžemi, 2. pole bylo děleno zlatě a červeně, 3. modré pole mělo zlatou korunovanou unciálu M a v jeho 4. modrém poli se nacházela zlatá kotva.
Erb Zachariáše z Hradce v Moravských zemských deskách z let 1573-1587 měl ve 1. modrém poli zlatou růži, 2. pole napříč rozděleno na dvě stejné části (horní zlatou a dolní červenou), v 3. poli korunovanou unciálu M, ve 4. modrém poli zlatou kotvu, přikryvadla modrá a zlatá, nad turnajovou přilbou pár rozevřených křídel a mezi nimi zelený věneček se zlatými růžemi a červenými semeníky; pravé křídlo červené, levé opět modré se zlatými srdíčky pravidelně po křídle rozmístěnými. Na kamenných erbech telčského zámku se u Zachariáše objevoval věneček také v 1. modrém poli čtvrceného štítu.
Věneček, který byl u Zachariáše z Hradce uveden v klenotu mezi orlími křídly a po druhé v 1. modrém poli měl Adam II. z Hradce a jeho syn Jáchym Oldřich z Hradce (r. 1589) v horním pravém poli a původní znak (zlaté růže v modrém poli) v malém středním štítku. Adam II. z Hradce užíval stejný štít s klenotem rozevřených křídel, z nichž pravé bylo modré a levé červené, každé se sedmi zlatými srdíčky a mezi křídly zelený věneček se zlatými růžičkami, na čelně orientované korunované přilbě s modro-zlatými přikryvadly.
Tento typ erbovního čtvrceného štítu pánů z Hradce, kde na něm spočívala turnajová přilbice se zlatou mřížkou, po obou stranách přilbice vlály čtyři rozedraná přikryvadla (svrchu modrá, na spodní straně zlatá), na nichž ležela zlatá koruna s klenotem modrých rozevřených křídel (na každém šest zlatých srdíček) a mezi křídly věneček s šesti zlatými růžičkami, převzal rod Slavatů. Vilém Slavata z Chlumu a Košumberka po vymření pánů z Hradce po meči požádal jako manžel Lucie Otýlie z Hradce, poslední svého rodu a dědičky, císaře Matyáše o spojení jeho rodového erbu s erbem pánů z Hradce, což císař potvrdil listinou datovanou dnem 9. listopadu 1616.
Autentická podoba erbu pánů z Hradce se nachází například ve formě dřevěné plastiky v jedné z tabulí stropu ve Zlatém sále na zámku v Telči nebo v malované formě v tzv. Adamově Novém stavení na zámku v Jindřichově Hradci. Pětilistou růži červeno-zlatě polcenou užívá od roku 2001 Jihočeský kraj na svých symbolech.

## Příbuzenstvo
Příbuzné rody pánů z Růže, pocházející z jednoho rodového předka, užívaly v erbu pětilistou růži. Páni z Krumlova (erbu pětilisté zelené růže v stříbrném poli) vymřeli v roce 1302, páni z Landštejna a Třeboně (erbu stříbrné růže v červeném poli) vymřeli počátkem 14. století a páni ze Stráže a Ústí (erbu černé a tmavěmodré růže v zlatém poli) v polovině 15. století. Rod pánů z Hradce (erbu pětilisté zlaté růže v modrém poli) vymřel v roce 1604 a rod pánů z Rožmberka (erbu pětilisté červené růže v stříbrném poli) v roce 1611. 
V prvních letech 16. století udržovaly rody pánů z Hradce a pánů z Rožmberka běžné přátelské vztahy. K pokrevnímu sblížení došlo až 26. listopadu 1522, kdy se Anna z Hradce, dcera Jindřicha IV. z Hradce a sestra Adama I. z Hradce, stala chotí Jindřicha VII. z Rožmberka.
Oba rody sblížila také situace po smrti Jošta III. z Rožmberka. Petr V. Kulhavý z Rožmberka neměl dobré vztahy s ovdovělou Annou z Roggendorfu a Anna po vyplacení odstupného musela v roce 1541 opustit rezidenci v Českém Krumlově. Vzhledem k tomu, že na zámku po jejím odchodu nezůstal fraucimor, nechal Petr V. z Rožmberka v letech 1542–1546 jejího syna Petra Voka a dcery Annu, Alžbětu, Bohunku a Evu vychovávat u příbuzných v Jindřichově Hradci. Na hradeckém zámku v té době hospodařila ovdovělá Anna Hrádecká z Rožmitálu a její švagrová Anna z Hradce provdaná z Rožmberka. Vedle obou žen se zde ještě nacházely děti Adama I. z Hradce: dospělé dcery Magdaléna, Voršila a Eliška a dospívající synové Jáchym a Zachariáš.
Pokrevní pouto bylo upevněno dalším sňatkem Jáchyma z Hradce s Annou z Rožmberka, dcerou Jošta III. z Rožmberka, dne 9. března 1546. Annu zaslíbil Jáchymovi strýc Petr V. z Rožmberka s tím, že se smí provdat až po dovršení šestnácti let. Vzhledem k tomu, že mezi tím zemřel, žádal Jáchym o ruku její poručníky Albrechta z Gutštejna a Jeronýma Šlika z Pasounu a Holejče.
Rod byl dále spřízněný s Valdštejny, Šternberky, Lobkovici, pány z Kravař, z Kunštátu, Hohenzollerny, Hardeky (Hardeggy), Schaunbergy (Schaumbergy).